# Ґіреї
Ґераї (Гіраї, Гіреї, Гереї; крим. одн. Geray, множ. Geraylar) — династія кримських ханів XV—XVIII століття. Бічна гілка роду Чингізидів. У 1449 році засновник династії Хаджі I Ґерай, скориставшись занепадом Золотої Орди, проголосив незалежність Кримського ханства. У 1475 році син Хаджі Ґерая хан Менґлі I Ґерай був змушений визнати себе васалом османського султана. Резиденцією Ґераїв за часів Хаджі I було місто Солхат (сьогодні Старий Крим), а згодом — Бахчисарай. Влада Ґераїв обмежувалася впливом великих феодальних родів (Ширин, Барин, Кипчак, Аргин та ін.), які відігравали значну роль у політичному житті Кримського ханства і нерідко вступали у відкриту боротьбу проти династії. Ґераї організовували і очолювали напади на Гетьманщину. На початку національно-визвольної війни українського народу (1648—1657) хан Іслям III Ґерай вступив у союз з гетьманом України Богданом Хмельницьким. Кримські хани з дому Ґераїв були протекторами Ханської України. Після захоплення Криму Російською імперією, в 1783 році останній кримський хан Шахін Ґерай був змушений зректися престолу і виїхати до Османської імперії.

## Ханські регалії
- Шапка з соболиною опушкою, прикрашена пером (турецькою: сургуч) із дорогоцінним камінням[1];
- Соболина шуба, покрита золотою парчею[1];
- Шабля, оправлена золотом і діамантами[1];
- Сагайдак, прикрашений золотими бляхами і перлами, лук і колчан зі стрілами[1].

## Ханські титули
Титул Бахадира I Ґерая 1637 року.
- Великий падишах (імператор) Великої Орди і Великого Юрту, і Престольного Криму, і Степу Кипчацького, і незчисленних татар, і незчисленних ногаїв, і гірських черкесів, і татів з тавгачами, і всіх багатьох, які обрали ясну віру та іслам, і хан Великого Криму щасливий і мужній, і великодушний хан Богадир-Ґерай."
- Улуг Урда ве Улуг Йортнынг, ве Тахет Кырымнынг, ве Дешт-Кипчакнынг, ве сансыз куб татарнынг, ве сагышсыз нугайнынг, ве таг ара черкачнынг, ве тат била тавгачнынг, ве барча куп дин мобайан ве ислам казиннынг улуг падишахы, ве Улуг Кырым ханы сагадатлы ве шаджагатлы, ве сахаватлы, ве насратлы Богадыр-Гирей-хан[2]

## Список кримських ханів

Емблема Ґераїв — тамга.

| Роки правління | Ім'я                                 | Нотатки                              |
| --- | ------------------------------------ | ------------------------------------ |
| 1427 або 1441–1456 | Хаджі I Ґерай                        | вперше                               |
| 1456 | Айдер                                |                                      |
| 1456-1466 | Хаджі I Ґерай                        | вдруге                               |
| 1466-1467 | Нур Девлет                           | вперше                               |
| 1467 | Менґлі I Ґерай                       | вперше                               |
| 1467-1469 | Нур Девлет                           | вдруге                               |
| 1469-1475 | Менґлі I Ґерай                       | вдруге                               |
| 1475-1476 | Нур Девлет                           | втретє                               |
| 1476-1478 | династія тимчасово усунена від влади | династія тимчасово усунена від влади |
| 1478-1515 | Менґлі I Ґерай                       | втретє                               |
| 1515-1523 | Мехмед I Ґерай                       |                                      |
| 1523-1524 | Гази I Ґерай                         |                                      |
| 1524-1532 | Саадет I Ґерай                       |                                      |
| 1532 | Іслям I Ґерай                        |                                      |
| 1532-1551 | Сахіб I Ґерай                        |                                      |
| 1551-1577 | Девлет I Ґерай                       |                                      |
| 1577-1584 | Мехмед II Ґерай                      |                                      |
| 1584 | Саадет II Ґерай                      |                                      |
| 1584-1588 | Іслям II Ґерай                       |                                      |
| 1588-1596 | Гази II Ґерай                        | перше правління                      |
| 1596 | Фетіх I Ґерай                        |                                      |
| 1596-1607 | Гази II Ґерай                        | друге правління                      |
| 1607-1608 | Тохтамиш Ґерай                       |                                      |
| 1608-1610 | Селямет I Ґерай                      |                                      |
| 1610-1623 | Джанібек Ґерай                       | перше правління                      |
| 1623-1628 | Мехмед III Ґерай                     | †                                    |
| 1628-1635 | Джанібек Ґерай                       | друге правління                      |
| 1635-1637 | Інаєт Ґерай                          |                                      |
| 1637-1641 | Бахадир I Ґерай                      |                                      |
| 1641-1644 | Мехмед IV Ґерай                      | перше правління                      |
| 1644-1654 | Іслям III Ґерай                      |                                      |
| 1654-1666 | Мехмед IV Ґерай                      | друге правління                      |
| 1666-1671 | Аділь Ґерай                          |                                      |
| 1671-1678 | Селім I Ґерай                        | перше правління                      |
| 1678-1683 | Мурад Ґерай                          |                                      |
| 1683-1684 | Хаджі II Ґерай                       |                                      |
| 1684-1691 | Селім I Ґерай                        | друге правління                      |
| 1691 | Саадет III Ґерай                     |                                      |
| 1691-1692 | Сафа Ґерай                           |                                      |
| 1692-1699 | Селім I Ґерай                        | третє правління                      |
| 1699-1702 | Девлет II Ґерай                      | перше правління                      |
| 1702-1704 | Селім I Ґерай                        | четверте правління                   |
| 1704-1707 | Гази III Ґерай                       |                                      |
| 1707-1708 | Каплан I Ґерай                       | перше правління                      |
| 1709-1713 | Девлет II Ґерай                      | друге правління                      |
| 1713-1715 | Каплан I Ґерай                       | друге правління                      |
| 1716-1717 | Девлет III Ґерай                     |                                      |
| 1717-1724 | Саадет IV Ґерай                      |                                      |
| 1724-1730 | Менґлі II Ґерай                      | перше правління                      |
| 1730-1736 | Каплан I Ґерай                       | третє правління                      |
| 1736-1737 | Фетіх II Ґерай                       |                                      |
| 1737-1740 | Менґлі II Ґерай                      | друге правління                      |
| 1740-1743 | Селямет II Ґерай                     |                                      |
| 1743-1748 | Селім II Ґерай                       |                                      |
| 1748-1756 | Арслан Ґерай                         | перше правління                      |
| 1756-1758 | Халім Ґерай (хан)                    |                                      |
| 1758-1764 | Кирим Ґерай                          | перше правління                      |
| 1765-1767 | Селім III Ґерай                      | перше правління                      |
| 1767 | Арслан Ґерай                         | друге правління                      |
| 1767-1768 | Максуд Ґерай                         |                                      |
| 1768-1769 | Кирим Ґерай                          | друге правління                      |
| 1769-1770 | Девлет IV Ґерай                      | перше правління                      |
| 1770 | Каплан II Ґерай                      |                                      |
| 1770-1771 | Селім III Ґерай                      | друге правління                      |
| 1771-1775 | Сахіб II Ґерай                       | †                                    |
| 1775-1777 | Девлет IV Ґерай                      | друге правління                      |
| 1777-1782 | Шахін Ґерай                          | перше правління                      |
| 1782 | Бахадир II Ґерай                     |                                      |
| 1782-1783 | Шахін Ґерай                          | друге правління                      |
| † Правлінния Джанібека Ґерая у 1624 році і Максуда Ґерая у 1771–1772 роках не враховуюються. Хоча ці хани були формально затверджені османськими султанами, вони не могли зайняти трон і реально не правили Кримом. У зазначені роки ханство контролювали Мехмед III Ґерай і Сахіб II Ґерай відповідно.                               |                                      |                                      |
| Додаток: Номінальні хани Шахбаз Ґерай (1787–1789) і Бахт Ґерай (1789–1792), які іноді зустрічаються у списках кримських ханів у літературі, не включені до списку, оскільки вони не керували Кримом через його анексію Російською імперією у 1783 році. Ці два володарі контролювали лише Буджак, західну околицю Кримського ханства. |                                      |                                      |

## Вшанування пам'яті
Вулиця Ханів Гераїв у місті Кривий Ріг